# Карло Штајнер
Карло Штајнер (Беч 15. јануар 1902 — Загреб, 1. март 1992), југословенски револуционар и публициста, аустријског порекла и жртва стаљинизма.

## Биографија
Рођен је 15. јануара 1902. године у Бечу. Као млади графички радник 1919. године се прикључио комунистичком покрету у Аустрији. Био је члан Комунистичке омладине Аустрије, а касније је и члан Централног комитета ове организације. Крајем 1921. године, после доношења Закона о заштити државе и забране рада Комунистичке партије Југославије (КПЈ), био је од стране Комунистичке омладинске интернационале упућен у Југославију, да помогне у раду техници КПЈ. Од почетка 1922. па све до 1931. године живео је у Загребу, где је помагао тамошњој партијској организацији.
Када му је 1931. године, после откривања илегалне партијске штампарије, којом је руководио, запретило хапшење, напустио је Југославију. По савету Антуна Маврака, тадашњег организационог секретара КПЈ, прешао је најпре у Париз, где се тада налазио пункт ЦК КПЈ. У Паризу је провео скоро годину дана, али га је због револуционарне активности полиција ухапсила и протерала. Тада одлази у Беч, с намером да организује илегалну штампарију за снабедвање литературом и партијским материјалом комунистичке партије на Балкану. Аустријска полиција га због тога хапси и протерује, јер је током боравка у Југославији стекао југословенско држављанство. Да не бих био изручен Југославији, представник Комунистичке интернационале Георги Димитров га шаље у Берлин са задатком да тамошњим револуционарима помогне у припреми Комунистичке партије Немачке, за илегални рад, јер се очекивао долазак Хитлера на власт. Тамо се задржао кратко, јер му је поново запретила опасност од хапшења.
Јула 1932. године је отишао у Совјетски Савез, где је радио као директор издавачко-штампарског предузећа Комунистичке интернацонале у Москви. Током боравка у Москви се упознао, а потом и оженио са Рускињом Соњом. У току стаљинових чистки, 4. новембра 1936. године био је ухапшен од стране НКВД-а под сумњом да је „припадник контрареволуционарне организације која је убила секретара Лењинградског обласног комитета СКП(б) Сергеја Кирова и да је агент Гестапоа“. Терећен је заједно са југословенским револуционарима Филипом Филиповићем и Антуном Мавраком, који су страдали током стаљинових чистки. Наредних дваедесет година провео је у затворима, логорима и прогонству на далеком истоку Совејтског Савеза.
Најпре је од новембра 1936. до маја 1937. године био у затворима НКВД-а у Москви - Љубљанки и Бутрики, а потом је предат Војном суду и боравио је у војном затвору Лефортово. Јуна 1937. га је Војни суд прогласио кривим и осудио на десет година затвора. Тада је упућен у затвор НКВД-а на Соловјетским острвима, у југозападном делу Белог мора, где је боравио до августа 1939. године. Потом је био у радном логору „Надежда“ у близини града Дудинка, на северу СССР-а. Тамо је учествовао у изградњи пруге, а потом и града Нориљска. Током боравка у радном логору радио је најпре као железничар, потом као скретничар, службеник у луци Дудинка и на крају опет на железници у товарном одељењу. Године 1943. осуђен је на још десет година затвора и пет година губитка грађанских права. Године 1948. после доношења Резолуције Информбироа и осуде КПЈ, НКВД је од њега тражио да оклевеће југословенско руководство, што је он одбио. Убрзо после тога премештен је у Иркутск, где је боравио до 1949, а потом у Братск, где је остао до септембра 1953. године. Његова затворска казна, дуга 17 година, завршила се 22. септембра 1953. године, свега шест месеци после Стаљинове смрти.
После изласка из затвора, од 1953. до 1956. године живео је у прогонству. Најпре је био у Краснојарску, Јенисејску и Макалову. Током изгнанства радио је најпре као зидар, а потом као радник у индустрији. На потпуну слободу пуштен је марта 1956. године, после пуних двадесет година заточеништва. Нешто пре тога Врховни колегијум Врховног суда СССР-а донео је одлуку о његовој рехабилитацији. После напуштања Макалова, дошао је у Москву, код жене. Убрзо потом је одлучио да се врату у Југославију, коју је називао својом домовином. Уз помоћ тадашњег југословенског амбасадора Вељка Мићуновића, добио је излазну дозволу и 30. јула 1956. напустио је Совјетски Савез.
По повратку у Југославију, настанио је у Загребу. Бавио се публицистичким радом, и објавио је три књиге:
- 7000 дана у Сибиру, Загреб 1971. година
- Повратак из Гулага, Загреб 1981. година
- Рука из гроба, Загреб 1985. година

Његова прва књига „7000 дана у Сибиру“, у којој је описао своје недаће током 20-о годишње робије, била је веома популарна у СФРЈ, доживела је неиколико издања и превођена је на неколико страних језика. Године 1972. је од стрне листа „Вијесник“ проглашена за књигу године, а он је као аутор добио Награду Иван Горан-Ковачић, за најбољу књигу године.
Умро је 1. марта 1992. године у Загребу, где је и сахрањен.

## Лични живот
Карлова супруга Соња, је била Рускиња. У тренутку његовог хапшења имала је двадесет година и била је у последњем месецу трудноће. Родила је девојчицу, али је она преминула од болести, слабо ухрањена јер је мајка била без основних средстава за живот. Никада није желела да се одрекне мужа, који је сматран народним непријатељем и због тога је била често малтретирана и одбачена од околине.
Током Карловог боравка у затвору, у прво време, све до 1940. године неколико пута се дописовала са њим. Потом пет наредних година, током Другог светског рата, о њему није чула ништа. Иако је често мислила да је мртав, није се поново удавала. Карло је тада мислио да се већ одавно преудала и 1945. године је успео да преко једне жене која је радила у логору, са њом успостави контакт. Први пут су се видели, после пуних деветнаест година, марта 1955. године, када је она дошла у посету код њега у Макалово, где је био у прогонству.
Године 1956. заједно са супругом је дошла у Југославију, где су у Загребу живели до смрти.
Данило Киш у својој књизи „Хомо поетикус“ описује Карла и Соњу Штајнер - поредећи је са хеленском митском јунакињом Пенелопом, која је свог мужа Одисеја, такође чекала 20 година да се врати из Тројанског рата, притом одбијајући многе просце. Киш такође наводи и разлике између Соње и митске Пенелопе, јер је Пенелопа 20 година мирно везла свој вез, док је Соња живела са тешким печатом мужа „издајника“.